# Solenopsis tenuis
Solenopsis tenuis es una especie de hormiga del género Solenopsis, subfamilia Myrmicinae.

## Distribución
Esta especie se encuentra en Brasil, Colombia, Costa Rica, México y Panamá.